# Вайола (Делавер)
Вайола (англ. Viola) — місто (англ. town) в окрузі Кент штату Делавер США. Населення — 140 осіб (2020).

## Географія
Вайола розташована за координатами 39°2′35″ пн. ш. 75°34′18″ зх. д. / 39.04306° пн. ш. 75.57167° зх. д. (39.042995, -75.571595).  За даними Бюро перепису населення США в 2010 році місто мало площу 0,48 км², уся площа — суходіл.

## Демографія
Згідно з переписом 2010 року, у місті мешкало 157 осіб у 62 домогосподарствах у складі 47 родин. Густота населення становила 329 осіб/км².  Було 64 помешкання (134/км²).
Расовий склад населення:
| - 91,1 % — білих - 7,0 % — чорних або афроамериканців - 0,6 % — азіатів - 0,0 % — осіб інших рас |

До двох чи більше рас належало 1,3 %. Частка іспаномовних становила 5,7 % від усіх жителів.
За віковим діапазоном населення розподілялося таким чином: 17,8 % — особи молодші 18 років, 68,2 % — особи у віці 18—64 років, 14,0 % — особи у віці 65 років та старші. Медіана віку мешканця становила 46,3 року. На 100 осіб жіночої статі у місті припадало 98,7 чоловіків;  на 100 жінок у віці від 18 років та старших — 95,5 чоловіків також старших 18 років.
Середній дохід на одне домашнє господарство  становив 76 823 долари США (медіана — 66 094), а середній дохід на одну сім'ю — 85 691 долар (медіана — 73 750). За межею бідності перебувало 0,6 % осіб, у тому числі 0,0 % дітей у віці до 18 років та 0,0 % осіб у віці 65 років та старших.
Цивільне працевлаштоване населення становило 86 осіб. Основні галузі зайнятості: роздрібна торгівля — 31,4 %, публічна адміністрація — 14,0 %, мистецтво, розваги та відпочинок — 12,8 %.